# Schweizerische Gesellschaft für Notfall- und Rettungsmedizin
Die Schweizerische Gesellschaft für Notfall- und Rettungsmedizin (SGNOR) ist eine als Verein organisierte Vereinigung von Notärzten in der Schweiz mit 470 Mitgliedern. Gegründet wurde sie am 23. November 1990 als "Vereinigung Schweizer Notärzte", am 1. Juli 1995 wurde der heutige Vereinsname eingeführt.
Die SGNOR ist für die Durchführung und Umsetzung des Programms für den Erwerb des FMH-anerkannten Fähigkeitsausweises "Notarzt SGNOR" zuständig.

## Weblink
- www.sgnor.ch Offizielle Website